# Rosse kegelbij
De rosse kegelbij (Coelioxys rufescens) is een vliesvleugelig insect uit de familie Megachilidae. De wetenschappelijke naam van de soort is voor het eerst geldig gepubliceerd in 1825 door Lepeletier & Audinet-Serville.